# 赖斯凯
賴斯凯（烏克蘭語：Райське），是烏克蘭東部頓涅茨克州克拉马托尔斯克区德鲁日基夫卡市镇内的市級鎮。處於卡曾內托雷茨河畔，距離頓涅茨克67公里，海拔高度79米，2013年人口912。